# Dolichopeza corybantes
Dolichopeza corybantes är en tvåvingeart som beskrevs av Alexander 1956. Dolichopeza corybantes ingår i släktet Dolichopeza och familjen storharkrankar.
Artens utbredningsområde är Uganda. Inga underarter finns listade i Catalogue of Life.